# سمفونی شماره ۹ (دورژاک)

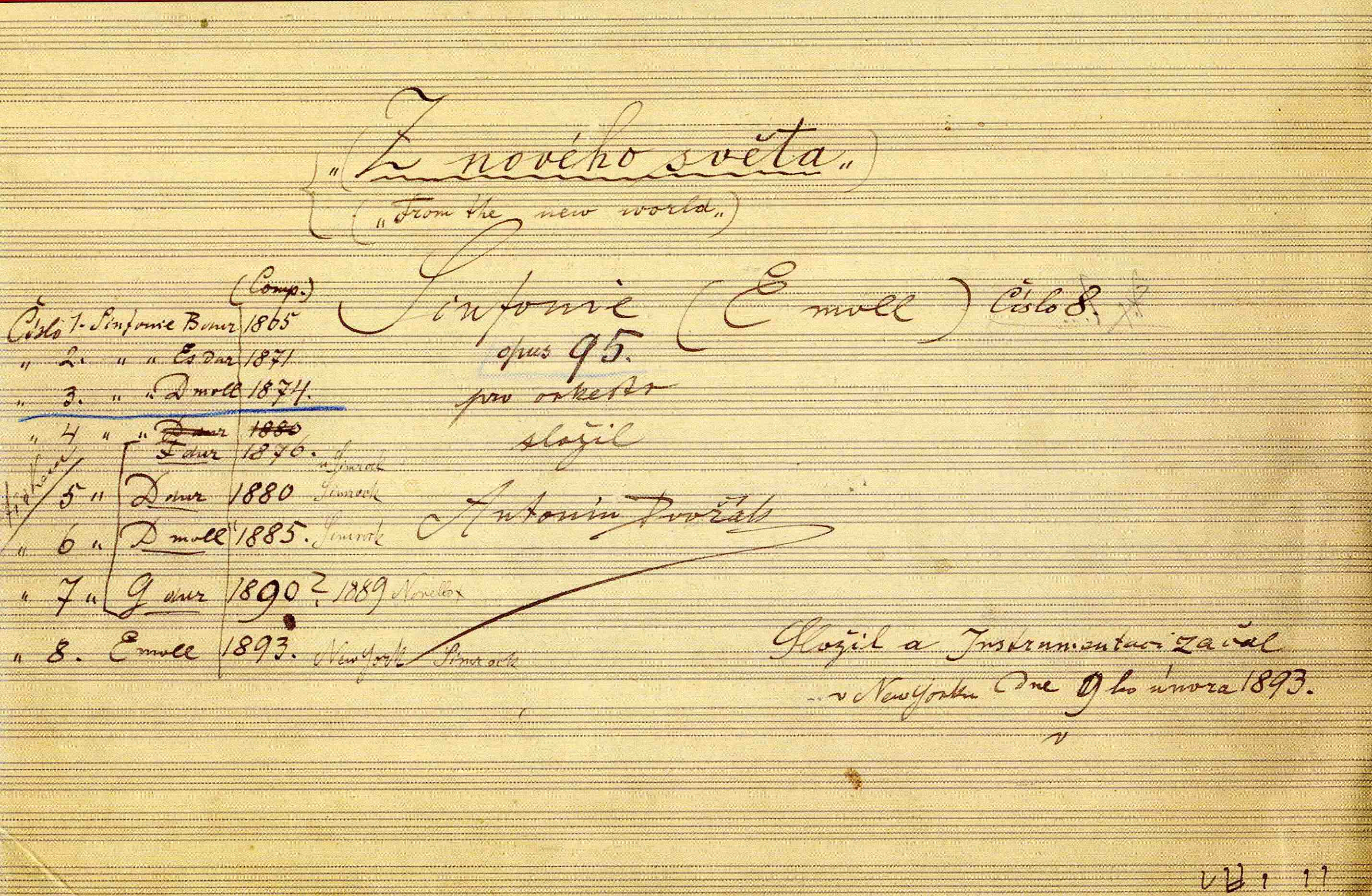
صفحهٔ آغازینِ نسخهٔ دست‌نویس سمفونی نهم به خط خودِ دورژاک

سمفونی شماره ۹ (به چکی: Symfonie č. 9 e moll „Z nového světa“) در می مینور، اُپوس ۹۵، که بیشتر با عنوان سمفونیِ از دنیای نو شناخته می‌شود، یکی از ساخته‌های آنتونین دورژاک آهنگ‌ساز بوهمی است. دورژاک این اثر را در سال ۱۸۹۳ و زمانی که مدیریت «کنسرواتوار ملی موسیقی آمریکا» در نیویورک را عهده‌دار بود، نوشت.

## ویژگی‌ها
سمفونی از دنیای نو که چهار موومان دارد، از شناخته‌شده‌ترین ساخته‌های دورژاک و از محبوب‌ترین آثار سمفونیک موسیقی غربی است. سمفونی با تأثیر از رقص‌ها و ترانه‌های سیاهان و سرخ‌پوستان تصنیف شده‌است، در این اثر هر چند نشانه‌هایی از بهره‌مندی آهنگساز از تِم‌های بومی آمریکایی را مشاهده می‌کنیم، اما سبک و بیان اثر در کلّیتِ خود، روح اسلاوی دارد و شاید به دلیل همین ویژگی و ترکیب موزون و استادانه بوده‌است که نخستین اجرای آن با تحسین منتقدان و مردم روبه‌رو شد.

## موومان‌ها
۱) آداجو، ۴/۸ - آلِگرو مولتو، ۲/۴، می مینور
۲) لارگو، ۴/۴، ر بمل ماژور و بعد دو دیز مینور
۳) اسکرتزو: مولتو ویواچه، پوکو سوسْتِنُتو، ۳/۴ می مینور
۴) آلِگرو کُن فواکو، ۴/۴، می مینور، در انتها می ماژور
موومان اول سمفونی دنیای نو، دارای مقدمه و زمینهٔ موسیقایی (تِم) کوتاهی است، با لحنی رمانتیک که در سرتاسر سمفونی با رنگ‌آمیزی و ارکستراسیون گوناگون تکرار می‌شود.
موومان دوم با نوایی ملایم و شاعرانه انعکاس یکی از آوازهای روحانی بومیان آمریکایی است که به‌تدریج به ملودی دیگری می‌پیوندد، و ترانهٔ مشهور و عامیانهٔ سیاهان آمریکایی به نام «دلیجان زیبا، آهسته برو» را به یاد می‌آورَد.
موومان سوم، یک اسکرتسوی سرشار از شادی و سرور است، آهنگی بر گرفته از سرزمین مادریِ آهنگ‌ساز که بیانگر رقص و پایکوبی روستایی است.
موومان چهارم نیز یک فینال پرقدرت است که سمفونی را در اوج شادمانی و خروش به پایان می‌رسانَد.

## سازبندی
این سمفونی برای ارکستری نوشته شده که حداقل دارای سازهای زیر است:
- دو فلوت (یکی با فلوت پیکولو دوبله شود)
- دو اُبوا (یکی با کُر آنگله دوبله شود)
- دو کلارینت لا
- دو فاگوت (باسون)
- چهار کُر (هورن): می، دو، فا
- دو ترومپت می، دو، می بمل
- دو ترومبون تنور
- ترومبون باس
- توبا (تنها در موومان دوم)
- تیمپانی
- مثلث (تنها در موومان سوم)
- سنج (تنها در موومان چهارم)
- سازهای زهی[۲]

## نکته‌ها
نیل آرمسترانگ، فضانورد آمریکایی، در طی سفرش به ماه در مأموریت آپولو ۱۱ در سال ۱۹۶۹ میلادی، یک نسخه از این سمفونی را با خود برد.